# Echeveria secunda
Espèce
Echeveria secunda est une espèce de plantes succulentes de la famille des Crassulacées originaire du Mexique.